# Нощна маймуна на Азара
Нощната маймуна на Азара още Южна мирикина (Aotus azarae) е вид бозайник от семейство Нощни маймуни (Aotidae).

## Разпространение
Видът е разпространен в Аржентина (Чако), Боливия, Бразилия (Мараняо, Мато Гросо, Пара и Токантинс), Парагвай и Перу.